# Bellinsgauzen (cráter)

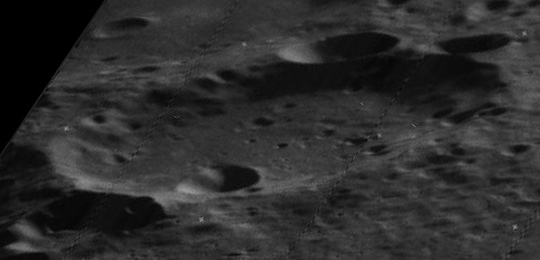
Imagen oblicua desde la sonda Lunar Orbiter 5

Bellinsgauzen es un cráter de impacto que se encuentra en la parte sur de la cara oculta de la Luna. Se inserta en el borde norte del cráter Berlage (más grande), y dentro del diámetro del cráter Cabannes, situado hacia el oeste. Al norte de Bellinsgauzen se encuentra el cráter Bhabha.

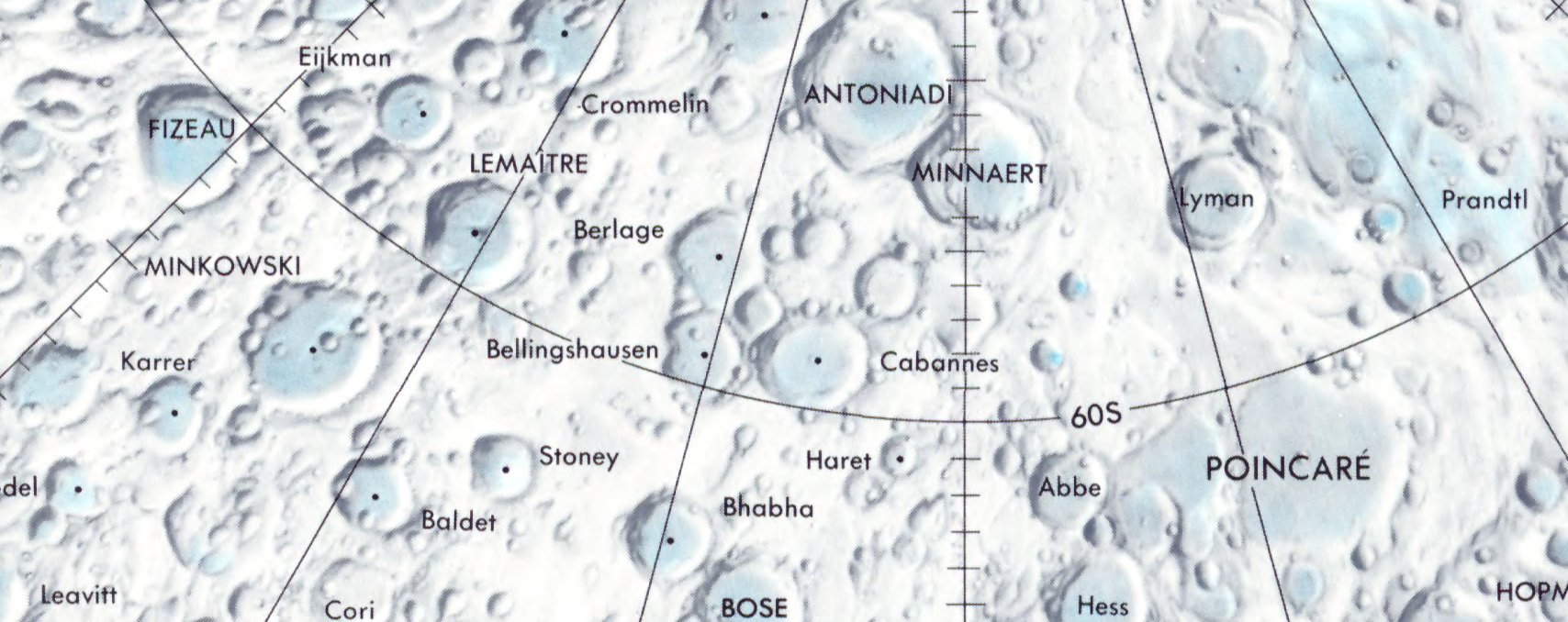
Localización de Bellinsgauzen (centro de la imagen)

El borde exterior de Bellinsgauzen aparece desgastado, pero su forma general sigue intacta. Hay pequeños cráteres situados a lo largo del interior y unidos al exterior del borde hacia el sureste. Un par de pequeños cráteres también están asociadas a la parte exterior del oeste y al borde del noroeste. La superficie interior se caracteriza por una serie de pequeños cráteres, en particular cerca del extremo norte. El interior del cráter carece de rasgos relevantes.